# Wind Down
Wind Down è un album in studio del musicista britannico James Blake, pubblicato nel 2022.

## Tracce
Testi e musiche di Dmitrii Bezuglyi, Dmitry Evgrafov, James Blake Litherland, Kyrylo Bulatsev, Oleg Stavitskii, Philipp Petrenko, Protey Temen.
1. 1st Soundscape – 3:44
2. 2nd Soundscape – 3:48
3. 3rd Soundscape – 3:44
4. 4th Soundscape – 4:20
5. 5th Soundscape – 4:01
6. 6th Soundscape – 5:16
7. 7th Soundscape – 4:00
8. 8th Soundscape – 3:46
9. 9th Soundscape – 4:56
10. 10th Soundscape – 4:24
11. 11th Soundscape – 3:59
12. 12th Soundscape – 3:44
13. 13th Soundscape – 3:44
14. 14th Soundscape – 3:28
15. 15th Soundscape – 4:32